# João IV da Baviera
João IV da Baviera, (em alemão:  Johan IV. von Bayern), (Munique, 4 de outubro de 1437 — 18 de novembro de 1463) foi duque da Baviera-Munique de 1460 até à sua morte.

## Biografia
João IV era filho de Alberto III da Baviera. Governou desde 1460, ano da morte do seu pai, até à sua própria morte, três anos depois, de peste bubónica. Apesar de ser o filho mais velho, partilhou o poder com o seu irmão Sigismundo da Baviera que, após a sua morte, ficou o único duque da Baviera-Munique
Em 1467, Sigismundo abdica no irmão mais novo, Alberto IV que, por fim, assume o poder.
João IV está sepultado na Frauenkirche, em Munique.

## Ascendência
| Albert IV, Duque da Baviera | pai: Alberto III da Baviera               | Avô Paterno: Ernesto da Baviera                        | Bisavô Paterno: João II da Baviera                        |
| Albert IV, Duque da Baviera | pai: Alberto III da Baviera               | Avô Paterno: Ernesto da Baviera                        | Bisavó Paterna: Catarina de Gorizia                       |
| Albert IV, Duque da Baviera | pai: Alberto III da Baviera               | Avó Paterna: Isabel Visconti                           | Bisavô Paterno: Bernabò Visconti                          |
| Albert IV, Duque da Baviera | pai: Alberto III da Baviera               | Avó Paterna: Isabel Visconti                           | Bisavó Paterna: Beatriz della Scala                       |
| Albert IV, Duque da Baviera | Mãe: Ana de Brunswick-Grubenhagen-Einbeck | Avô 'Materno:' Erico I, Duque de Brunswick-Grubenhagen | Bisavô Matern: Alberto I, Duque def Brunswick-Grubenhagen |
| Albert IV, Duque da Baviera | Mãe: Ana de Brunswick-Grubenhagen-Einbeck | Avô 'Materno:' Erico I, Duque de Brunswick-Grubenhagen | Bisavó Maternal Grea: Agnes de Brunswick-Lüneburg         |
| Albert IV, Duque da Baviera | Mãe: Ana de Brunswick-Grubenhagen-Einbeck | Avó Materna: Isabel de Brunswick-Göttingen             | Bisavô Mterna: Otão I, Duque de Brunswick-Göttingen]]     |
| Albert IV, Duque da Baviera | Mãe: Ana de Brunswick-Grubenhagen-Einbeck | Avó Materna: Isabel de Brunswick-Göttingen             | Bisavó Materna: Margarida de Berg                         |